# خوسيه بيدرو
خوسيه بيدرو (بالبرتغالية: José Pedro Alves Salazar‏) (18 أكتوبر 1978 بمونتيجو في البرتغال - ) هو لاعب كرة قدم برتغالي في مركز الوسط. لعب مع نادي بوافيشتا ونادي بيلينينسش ونادي فيتوريا سيتوبال ونادي بايرنسيه وأوفارينسه ديبورتيفا ‏ وC.D. Montijo ‏.

## وصلات خارجية
- خوسيه بيدرو على موقع قاعدة بيانات كرة القدم.إي يو (الإنجليزية)
- خوسيه بيدرو على موقع Soccerway.com (الإنجليزية)
- خوسيه بيدرو على موقع عالم كرة القدم.نت (الإنجليزية)